# Doctor Manhattan
Doctor Manhattan (Dr. Jonathan „Jon” Osterman) este un personaj DC Comics creat de scriitorul Alan Moore⁠(d) și artistul Dave Gibbons⁠(d). A debutat în romanul grafic Watchmen⁠(d).
În urma unui accident de laborator, fizicianul Jon Osterman dezvoltă capacitatea de a observa și manipula materia la nivel subatomic. Ulterior, acesta primește numele de Doctor Manhattan din partea guvernului Statelor Unite datorită potențialului său distructiv nelimitat. În timp ce își explorează puterile, Jon se îndepărtează de propria viață personală și pierde legătura cu  umanitate. Pierderea umanității sale odată cu obținerea statutului de ființă omnipotentă i-a determinat pe unii să-l caracterizeze drept un zeu post-uman. Analiștii media consideră că portretizare sa în roman reprezintă atât explorarea tensiunii dintre puterea absolută și moralitatea utilizării acesteia, cât și un comentariu asupra excepționalismului american dinspre finalul secolului al XX-lea.
Doctor Manhattan a apărut mai târziu în carteade benzi desenate Before Watchmen⁠(d). În 2016, ca parte a renașterii DC Comics⁠(d), acesta a devenit un personaj semnificativ în universul DC⁠(d). S-a dezvăluit că Manhattan este responsabil pentru evenimentul Flashpoint⁠(d) și este creatorul universului The New 52⁠(d), intervenția sa eliminând 10 ani din istoria personajelor DC. Asta l-a determinat să devină unul dintre personajele principale din miniseria Doomsday Clock⁠(d) publicată în perioada 2017-2019.
Doctor Manhattan a fost interpretat de Billy Crudup în lungmetrajul Cei ce veghează (2009). De asemenea, a apărut în serialul de televiziune Watchmen⁠(d) (2019), fiind interpretat de Yahya Abdul-Mateen II, iar în forma sa originală de Darrell Snedeger.

## Istoric
Personajul este parțial bazat pe Căpitanul Atom⁠(d) din DC Comics, deși are mai multe trăsături comune cu Solar⁠(d) din benzile desenate Gold Key Comics⁠(d). Deși în propunerea inițială urma să-l folosească pe Căpitanul Atom, Moore a realizat că are mai multă libertate creativă în cazul „supereroului suprem” Dr. Manhattan. Moore a studiat fizică nucleară și mecanică cuantică pentru a construi personajul. Acesta credea că o ființă care trăiește într-un univers cuantic nu va percepe timpul liniar și acest fapt va influența percepția sa asupra umanității. De asemenea, Moore a vrut să evite dezvoltarea unui personaj lipsit de emoție precum Spock din Star Trek și nu i-a eliminat trăsăturile umane, însă acesta a pierdut treptat contactul cu umanitatea. Gibbons a creat personajul albastru Rogue Trooper⁠(d) și a reutilizat pielea albastră pentru Doctor Manhattan, însă cu o nuanță diferită. Moore a introdus culoarea în poveste, iar Gibbons a remarcat că schema de culori utilizată în The Watchmen îi ofere un caracter unic lui Manhattan. Mai mult, Moore nu credea că DC Comics va permite înfățișarea personajului complet nud. Gibbons a selectat cu atenție scenele în care existau fotografii frontale și i-a creat organe genitale similare celor prezente pe sculpturile clasice. Fruntea doctorului Manhattan este marcată cu structura atomică a hidrogenului, personajul refuzând o cască cu simbolul atomului.

## Biografia personajului

### Origini
Jonathan Osterman s-a născut în 1919 într-o familie germano-americană⁠(d). Tânărul plănuiește să calce pe urmele tatălui său și să devină ceasornicar, dar când Statele Unite bombardează atomic Hiroshima, tatăl său îl îndrumă pe fiul său spre o carieră în fizica nucleară. Acest punct de cotitură va influența convingerea Dr. Manhattan că timpul este predetermnat și implicit toate lucrurile cuprinse în acesta, inclusiv reacțiile și emoțiile sale.
Jon urmează Universitatea Princeton și obține un doctorat în fizica atomică. La începutul anului 1959, acesta ajunge la o bază de cercetare de la Gila Flats, unde se efectuează experimente pe „câmpurile intrinseci” ale obiectelor fizice care, dacă sunt modificate, se dezintegrează. Aici o întâlnește pe cercetătoarea Janey Slater, iar cei doi se îndrăgostesc. În timpul unei vizite la un parc de distracții din New Jersey, Janey își sparge ceasul de mână și Jon îi promite că îl va repara. O lună mai târziu, Jon realizează că a lăsat ceasul reparat în halatul de laborator situat într-o cameră de testare. Când intră să-l recupereze, ușa camerei de testare se închide și îl blochează înăuntru. Cercetătorii nu reușesc să deschidă ușa sau să oprească numărătoarea inversă, iar forța generatorului îl dezintegrează pe Jon.
O serie de evenimente ciudate și apariții spectrale au loc pe parcursul următoarelor luni, determinându-i pe cercetători să speculeze că zona este bântuită. După o serie de apariții corporale, devine evident că Jon se reconstruiește treptat; de fiecare dată, apariția durează doar câteva secunde: mai întâi un sistem nervos lipsit de trup, inclusiv creierul și ochii; apoi un sistem circulator și ulterior un schelet parțial muscular. Jon reapare în cele din urmă sub forma unui bărbat înalt, musculos, fără păr, nud și cu pielea de un albastru puternic strălucitor.

### Ante-Watchmen
Jon devine treptat un pion al guvernului Statelor Unite. Primește numele de cod „Doctor Manhattan” – o referire la Proiectul Manhattan – și un costum pe care îl acceptă cu reținere. Acesta alege ca emblemă reprezentare unui atom de hidrogen, deoarece respectă simplitatea sa, și o sculptează în frunte. Atracția sa față de mecanismele realității materiale marchează pierderea propriei sale umanități. De-a lungul timpului, acesta renunță treptat la costumul său, iar la sfârșitul anilor 1970, apare îmbrăcat doar în cadrul aparițiilor publice.
Prezența acestuia înclină balanța Războiului Rece în favoarea Occidentului și  politica externă a Statelor Unite devine mai militaristă. La cererea președintelui Richard Nixon, Dr. Manhattan intervine în Războiul din Vietnam și asigură victoria americanilor, fapt care îi permite lui Nixon să abroge al 22-lea amendament⁠(d), adică președinții pot avea mai mult de două mandate. Prezența personajului nu rezolvă tensiunile internaționale subiacente, ci le exacerbează. Povestea din Watchmen are loc în timpul zilelor de dinaintea unui război nuclear.
Manhattan își petrece mult timp efectuând cercetări. Acesta este responsabil pentru eliminarea vehiculelor pe combustibili fosili și trecerea la vehiculele electrice, iar Adrian Veidt⁠(d) îl consideră sursa progresului într-o multitudine de domenii științifice și tehnologice. Prin urmare, tehnologia universului alternativ 1985⁠(d) din The Watchmen este mult mai avansată. În timpul singurei întâlniri a grupului Crimebusters, Manhattan se îndrăgostește de Laurie Juspeczyk⁠(d) (Silk Spectre), iar relația sa cu Janey se încheie.

### Watchmen
La începutul poveștii Watchmen, Manhattan lucrează la Centrul de cercetare militară Rockefeller, unde locuiește împreună cu Laurie. Rorschach⁠(d) îi informează despre uciderea lui Edward Blake, cunoscut sub numele de Comediantul⁠(d), și îi avertizează că toți foștii supereroi sunt vizați de un „ucigaș cu mască”. Din moment ce lucrează pentru guvernul Statelor Unite, Manhattan este exceptat din legea care interzice eroii costumați. Acesta ignoră afirmațiile lui Rorschach și îl teleportează în afara centrului, apoi o încurajează pe Laurie să se întâlnească cu Dan Dreiberg⁠(d) (Nite Owl). La scurt timp după acest eveniment, Manhattan participă la înmormântarea lui Blake alături de Veidt și Dreiberg. Acesta reflectă asupra relației sale cu Blake în timpul războiului din Vietnam și simte prezența fostului răufăcător Moloch⁠(d).
În timpul unui talk-show, un reporter îl acuză pe Dr. Manhattan că reprezintă cauza formelor de cancer dezvoltate de foștii săi asociați, inclusiv de Janey. Simțind nevoie de solitudine, Manhattan se teleportează pe Marte. Uniunea Sovietică profită de absența sa și invadează Afganistanul, declanșând o criză internațională. În cele din urmă, Manhattan o aduce pe Laurie pe Marte pentru a dezbate intervenția sa în activitățile umanității. Acesta îi dezvăluie tinerei că Blake este tatăl său, un bărbat pe care l-a disprețuit, deoarece i-a agresat sexual mama. Manhattan este impresionat de întâmplările improbabile care au avut ca rezultat nașterea lui Laurie, un lanț de evenimentele considerat de acesta drept un „miracol termodinamic” uimitor. Conștient că un astfel de miracol este aplicabil oricărei viețuitoare de pe Pământ, Manhattan decidă să revină acasă cu scopul de a proteja omenire.
Se dezvăluie că Veidt, în încercare de a preveni Al Treilea Război Mondial, a distrus jumătate din New York cu ajutorul unui monstru, și l-a învinuit pe Dr. Manhattan. Deși Manhattan și Laurie revin pe Pământ mult prea târziu pentru a împiedica planul lui Veidt, cei doi se teleportează la baza sa din Antarctica pentru a-l confrunta. Veidt încearcă să-l dezintegreze pe Dr. Manhattan, însă acesta se reconstruiește mai repede decât se aștepta Veidt. Conștient că planul său a înlăturat posibilitatea unui război mondial, Manhattan decide să păstreze tăcerea cu privire la cele întâmplate. Rorschach nu este de acord și are de gând să dezvăluie întregul complot, fapt care îl determină pe Manhattan să-l dezintegreze. Manhattan decide să părăsească din nou Pământul, sugerând că dorește să descopere o galaxie „mai puțin complicată decât aceasta”. Când Veidt întreabă dacă planul său a funcționat în cele din urmă, Manhattan îi răspunde: „În cele din urmă? Nimic nu se termină, Adrian. Nimic nu se termină niciodată.”